# Церква Святого Володимира (Шептицький)
Собор Святого Володимира (раніше — костел Святого Духа)  — культова споруда, храм ПЦУ у місті Шептицький (Львівська область). Зведений на початку XVIII століття у стилі бароко як католицький костел Зіслання Святого Духа у монастирському комплексі бернардинів і є найдавнішою спорудою Шептицького. Після Другої світової війни монастир із костелом закрили, а у 1988 році напівзруйнований костел передали православній громаді і перебудували під православний храм.
Має статус пам'ятки архітектури національного значення України, охоронний № 1336.

## Загальні відомості
Церква розташована у старій частині міста, за адресою: вул. Богдана Хмельницького, 20.
Настоятель собору — митрофорний протоієрей Михайло Гнатів.

## Історія
Бернардинський монастир у Шептицькому (тоді — Кристинопіль) був заснований у 1695 році (за іншими даними — у 1692 році), коли засновник Кристинополя Фелікс Казимир Потоцький збудував у місті дерев'яний костел Святого Духа із мурованими підземними криптами, які мали слугувати усипальницею родиин Потоцьких та його нащадків. Також Фелікс Казимир запросив оселитися при костелі монахів із бернардинського ордену та надав їм землі під пасовища, право ловити рибу у Західному Бузі та право користуватися млинами і лісами, що належали шляхтичу. У 1701 році костел згорів у пожежі, Фелікс Казимир почав будівництво на його місці нової мурованої церкви у стилі бароко, проте 1702 року помер і був похований у скрипті костелу. Відбудову костелу продовжив його син, Юзеф Феліціан Потоцький, пожертвувавши на будівельні роботи 30 900 злотих. З 1710 року при церкві починає діяти братство Непорочного Зачаття Матері Божої.
У 1723 році Юзеф Феліціан Потоцький помер і будівництво костелу Святого Духа продовжив його син Францішек Салезій Потоцький. У 1733 році він перевіз із Рима до кристинопольського костелу труну із мощами святого Климентія. Ще одну реліквію — частинку Святого Хреста — привезли до церкви у 1752 році.
Перші споруди бернардинського монастиря при церкві Святого Духа були дерев'яними, тому в 1747 році Францішек Салезій почав будівництво мурованого монастиря за проектом Франциска Чайки. Втім, у 1749 році сталася пожежа, яка знищила частину будівель монастиря та пошкодила костел. Відновлення монастиря і церкви завершилося лише у 1760-х роках. У 1767 році добудували кам'яну огорожу.
У 1755 році в церкві встановили орган, у 1758 році справа від вівтарної частини добудували невелику каплицю для мощей святого Климентія. Для внутрішнього розпису костелу Францішек Салезій Потоцький запросив львівського художника Станіслава Строїнського. Вартість робіт із розпису, які продовжувалися з 1759 по 1759 рік, склала 16 016 злотих. Строїнський розписав стіни та склепіння церкви фресками у техніці поліхромії, найбільше з них виділялися фрески на тему Воскресіння Христа та життя святого Франциска у головній наві. Також кілька картин для костелу виконав художник Д. Бальцані.
У 1772 році, після першого розподілу Польщі, за яким Кристинопіль відійшов до Габсбургів, та смерті Францішека Салезія Потоцького, почався поступовий занепад монастиря. У 1772—1774 роках в частині приміщень розташувалися склади австрійського війська, тому ченці поступово лишають монастир, перебираючись до польських земель. У 1802 році австрійська влада намагається закрити монастир через малу кількість ченців, проте завдяки заступництву львівського консисторія Євкарпія Вегеля монастир продовжив існувати.
У 1840—1843 роках був проведений частковий ремонт монастиря, його настоятелем тоді був Антоній Мікош. У 1852 році сталася велика пожежа, яка знову зруйнувала костел і монастир, проте вже за два роки будівлі повністю відновили. Керував роботами з реставрації новий настоятель монастиря Анзелм Пізунський, який обіймав цю посаду в 1848—1855 роках, гроші на відновлення святині давали численні благодійники, зокрема, тогочасна власниця Кристинополя Тереза Вишневська. Фрески Станіслава Строїнського після пожежі відновив художник Станіслав Родецький у 1854 році. У 1889 році в костелі встановили новий вівтар роботи польського майстра Маєрського, вартість вівтаря становила 4000 злотих. Вівтар у бароковому стилі був прикрашений дерев'яними різьбленими фігурами: в центральній частині — статуї святого Бернара і святого Франциска, з боків — статуї пап Римських Григорія та Урбана. Наприкінці XIX століття відбудували і бічні каплиці.
У 1876 році, при відкритті крипт костелу, виявилося, що поховання в них розграбовані та сплюндровані. Їх упорядкувала у 1898 році дружина графа Адама Потоцького, яка реставрувала власним коштом дві крипти і перепоховала в них тіла родини Потоцьких.
Відомо, що у другій половині XIX століття при монастирі діяла початкова школа. Станом на 1885 рік парафія костелу нараховувала понад тисячу осіб.
У 1927 році костел вчергове реставрували.
Протягом Другой світової війни костел і монастир майже не постраждали, лише у 1944 році була пошкоджена верхівка купола. Настоятелем у ті роки був Єжи Білецький. Сусідній монастир василіан німці зайняли під госпіталь, тому василіани за згодою отця Білецького проводили свої служби у бернардинському монастирі. У 1944—1946 роках у монастирі, залишеному монахами, розташовувалася кристинопільска польська міліція. У підвалах монастиря розмітисли катівню, про що свідчать знайдені під час відбудови костелу у 1990-х роках людські рештки.
Коли у 1951 році Кристинопіль на підставі радянсько-польської міжурядової угоди відійшов до СРСР, радянська влада закрила костел і монастир, і хоча у 1979 році вони отримали статус «пам'яток архітектури Української РСР, що перебувають під охороною держави», будівлі поступово руйнувалися.
Лише у 1988 році рішенням міської ради костел Святого Духа передали православній громаді і він став першою діючою церквою у Шептицькому. У 1988—1989 роках були проведені ремонтно-реставраційна роботи, внаслідок яких до головної бані добудували чотири менших, і колишній костел пересвятили на православну церкву Святого Рівноапостольного Князя Володимира. Інтер'єр церкви оздобили розписами художники з міста Горохів під керівництвом Олександра Корецького, купол розписували викладачі Червоноградської художньої школи С. Ружицький та М. Левкун, іконостас створив львівський різьбяр Ігор Козак. Однак, на жаль, при реставрації були знищені інтер'єрні розписи XVIII—XIX століття. У 2006 році бані церкви пофарбували у блакитний колір і оздобили золотими зірками.

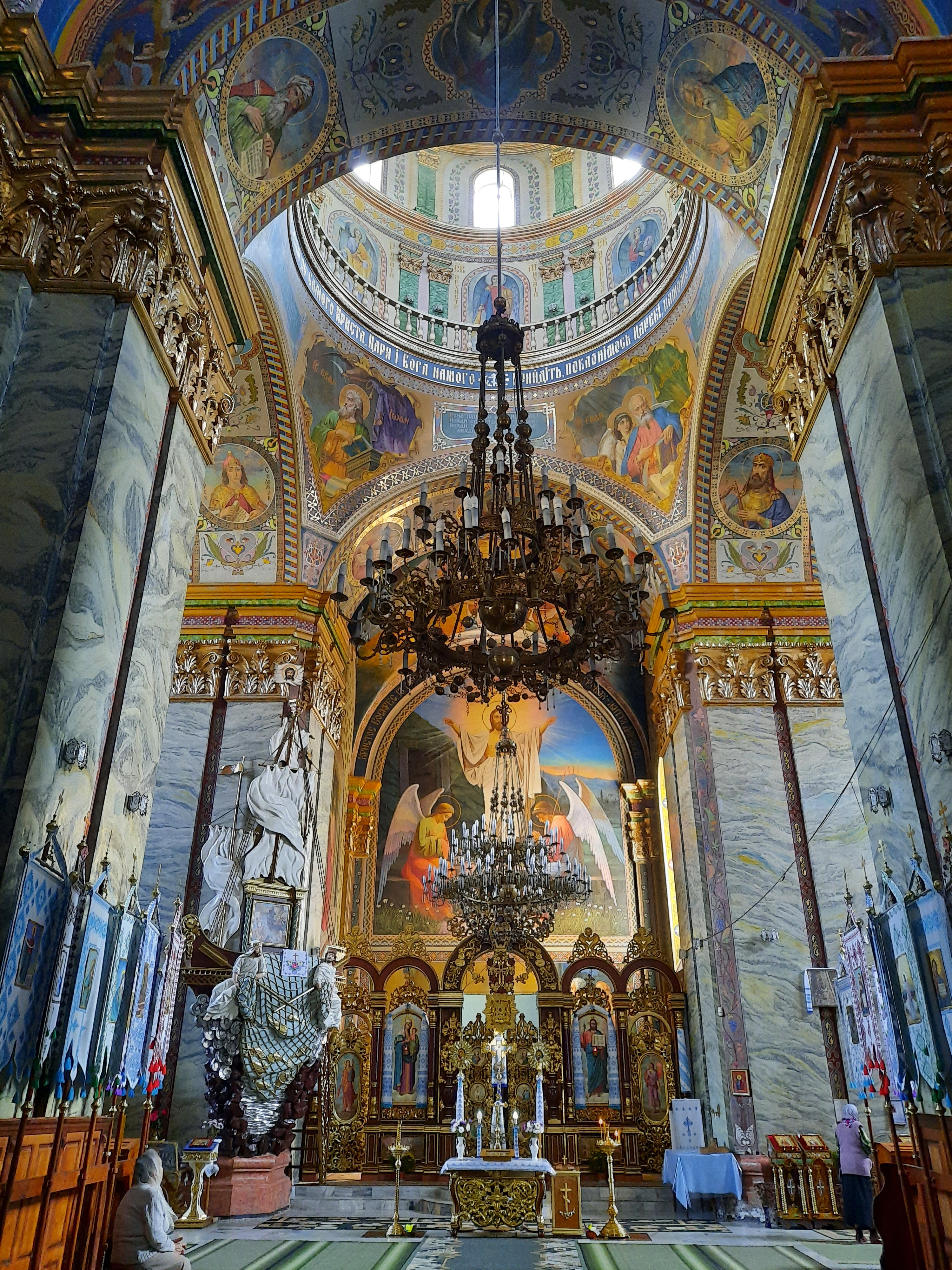
Інтер'єр церкви

## Опис
Будівля церкви цегляна, у плані має вигляд рівнораменного хреста, західну кінцівку якого утворює тринавний об'єм. Центральна нава, завершена главою, значно вище бічних нефів і трансепта. Головний фасад, оздоблений у стилі бароко, прикрашений пілястрами, установленими на високих цоколях, увінчаний карнизом і фронтоном криволінійних обрисів. До центрального входу в XIX в. був прибудований невеликий притвор із трикутним фронтоном. Південний фасад костелу позбавлений архітектурного декору. З півночі та сходу до будівлі храму примикають двоповерхові монастирські келії з просторим прямокутним внутрішнім подвір'ям.

## Святині
В церкві знаходиться ікона Божої Матері «Всецариця». Також, у храмі перебувають ікони з частичками мощей таких святих: святого великомученика Димитрія Солунського, святого великомученика і цілителя Пантелеймона, святої великомучениці Варвари, святителя Спиридона, Тримифунтського чудотворця, святого священномученика Кипріана.